# وانکی کوژلسکیه
وانکی کوژلسکیه (به لاتین: Łąki Kozielskie) یک روستا در لهستان است که در گمینا لشنگتسا واقع شده‌است.